# Cursina
Cursina es un género de foraminífero bentónico de la Subfamilia Parafissurininae, de la Familia Ellipsolagenidae, de la Superfamilia Polymorphinoidea, del Suborden Lagenina y del Orden Lagenida. Su especie-tipo es Cursina adornata. Su rango cronoestratigráfico abarca desde el Pleistoceno hasta la Actualidad.

## Discusión
Clasificaciones previas incluían Cursina en la Superfamilia Nodosarioidea.

## Clasificación
Cursina incluye a las siguientes especies:
- Cursina adornata
- Cursina porocostata